# イースト・サセックス統監
イースト・サセックス統監（イースト・サセックスとうかん、英語: Lord Lieutenant of East Sussex）は、イギリスの官職。統監の1つで、イースト・サセックスを担当する。1972年地方行政法でイングランドおよびウェールズの地方自治体再編が行われ、同法第218(1)条によりグレーター・ロンドンおよび各都市・非都市カウンティに統監が1人ずつ任命されることとなった。同法でサセックスがイースト・サセックスとウェスト・サセックスに分割されたため、1974年の同法施行とともにイースト・サセックス統監が任命された。

## 一覧
- 1974年4月1日 – 1989年：第5代アバーガヴェニー侯爵ジョン・ネヴィル[2]
- 1989年11月9日 – 2000年：サー・リンジー・サザーランド・ブライソン（英語版）[2]
- 2000年5月4日 – 2008年：フィリダ・キャスリーン・ステュアート＝ロバーツ[2][3]
- 2008年9月1日 – 2021年：ピーター・フィールド[3][4]
- 2021年5月17日 – ：アンドルー・ブラックマン[4]